# Raïon de Khounzakh
Le raïon de Khounzakh (en russe : Хунзахский район, Khounzakhski raïon ; en avar : Хунзахъ район) est une subdivision du Daghestan, une république de la fédération de Russie. Son centre administratif est le village de Khounzakh.

## Géographie
Le raïon de Khounzakh s'étend sur 551,91 km2 dans le centre du Daghestan. Il est limité au nord par le raïon de Goumbet et par le raïon d'Ountsoukoul, à l'est par le raïon de Guerguebil, au sud par le raïon de Gounib et par le raïon de Chamil, à l'ouest par le raïon d'Akhvakh et le raïon de Botlikh.

## Administration
Le raïon de Khounzakh est formé de 59 villages et ne compte ni commune urbaine ni ville.

## Histoire
L'okroug avar de l'oblast du Daghestan fut créé à partir du khanat avar en 1864. En 1921, il devint une division de la RSSA du Daghestan. Le 22 novembre 1928, une division en cantons fut introduite dans la RSSA du Daghestan et tous les okrougs furent supprimés. Le canton de Khounzakh fut renommé raïon de Khounzakh le 3 juin 1929.

## Population

### Démographie
Recensements (*) ou estimations de la population :
| 1939*  | 1959*  | 1970*  | 1979*  |
| ------ | ------ | ------ | ------ |
| 22 379 | 16 723 | 19 659 | 22 008 |

| 1989*  | 2002*  | 2010*  | - |
| ------ | ------ | ------ | - |
| 22 272 | 30 203 | 31 691 | - |

### Nationalités
Selon le recensement de 2002, la population du raïon comprenait  :
- 98,58 % d'Avars, y compris leurs sous-groupes ethniques
- 1,00 % de Russes
- 0,05 % de Koumyks